# Маріо Монічеллі
Маріо Монічеллі (італ. Mario Monicelli; 16 травня 1915, В'яреджо, Королівство Італія — 29 листопада 2010, Рим) — італійський актор, кінорежисер, сценарист та комедіограф.

## Біографія
Маріо Монічеллі народився 16 травня 1915 року в курортному містечку В'яреджо. Його батько, журналіст Томмазо Монічеллі, у 1947 році пішов з життя за власним бажанням.
Кінодебют Монічеллі — німий короткометражний фільм «Хлопчата з вулиці Паал» (I ragazzi di via Paal) — відбувся 1934 року. Фільм був нагороджений на другому Венеційському кінофестивалі. Монічеллі вважається батьком цілого жанру — комедії по-італійськи. За своє життя він зняв 66 фільмів й написав понад 80 сценаріїв. Монічеллі встиг попрацювати майже з усіма легендами італійського кінематографу — Софі Лорен та Монікою Вітті, Анною Маньяні й Орнеллою Муті, Вітторіо Ґассманом та Вітторіо Де Сікою, Альберто Сорді й Уго Тоньяцці. Серед найвідоміших його фільмів — номінована на «Оскар» «Велика війна» (La grande guerra, 1959), «Військо Бранкалєоне» (L'armata di Brancaleone, 1965), альманах «Казанова-70» та «Боккаччо-70», «Роман по-італійськи» (Capriccio all'italiana, 1968). У 2006 році Монічеллі зняв свій останній фільм — «Троянди пустелі».
Монічеллі був володарем майже всіх європейських кінопремій, декілька разів був номінований на «Оскар» і був нагороджений вищими державними нагородами Італії.
29 листопада 2010 року на 96-му році життя кінорежисер заподіяв собі смерть, стрибнувши з балкона римської лікарні, куди його помістили декілька днів тому з діагнозом «рак простати».

## Фільмографія

### Сценарист
- 2010: Нова армія Бранкалеоне / La nuova armata Brancaleone
- 2006: Троянди пустелі / Le rose del deserto
- 1999: Un amico magico: il maestro Nino Rota
- 1999: Брудна білизна / Panni sporchi
- 1995: Влаштуємо рай / Facciamo paradiso
- 1994: Дорогі друзі-приятелі / Cari fottutissimi amici
- 1992: Parenti serpenti
- 1991: Россіні! / Rossini! Rossini!
- 1990: Дивна хвороба / Il male oscuro
- 1987: Шахраї як і ми / I picari
- 1985: Сподіваємося, що буде дівчинка / Speriamo che sia femmina
- 1985: Два життя Маттіа Паскаля / Le due vite di Mattia Pascal
- 1984: Бертольдо, Бертольдіно / Bertoldo, Bertoldino
- 1983: Мої друзі / Amici miei atto
- 1981: Маркіз дель Грілло / Il marchese del Grillo …
- 1981: Готельний номер / Camera d'albergo
- 1980: Непостійна Розі / Temporale Rosy
- 1977: Велике вариво / Gran bollito
- 1977: Дрібний-дрібний буржуа / Un borghese piccolo piccolo
- 1974: Народний роман / Romanzo popolare
- 1973: Хочемо полковників / Vogliamo i colonnelli
- 1970: Бранкалеоне у хрестових походах / Brancaleone alle crociate
- 1970: Le coppie
- 1969: Toh, è morta la nonna!
- 1966: Наші чоловіки / I nostri mariti
- 1966: Армія Бранкалеоне / L'armata Brancaleone
- 1965: Казанова 70 / Casanova '70
- 1964: Божевілля / Frenesia dell'estate
- 1963: Товариші / I compagni
- 1962: Боккаччо-70 / Boccaccio '70
- 1961: Верхи на тигра / A cavallo della tigre
- 1960: Risate di gioia
- 1959: Велика війна / La grande guerra
- 1958: Ballerina e Buon Dio
- 1958: Зловмисники, як завжди, залишилися невідомими / I soliti ignoti
- 1957: Лікар і чаклун / Il medico e lo stregone
- 1957: Батьки і діти / Padri e figli
- 1956: Донателла / Donatella
- 1955: Тото і Кароліна / Totò e Carolina
- 1955: Герой нашого часу / Un eroe dei nostri tempi
- 1955: Найкрасивіша жінка у світі / La donna più bella del mondo
- 1954: Violenza sul lago
- 1954: Заборонено / Proibito
- 1954: Guai ai vinti
- 1953: Сільська честь / Cavalleria rusticana
- 1953: Джузеппе Верді / Giuseppe Verdi
- 1953: Найсмішніший спектакль у світі / Il più comico spettacolo del mondo
- 1953: Турок неаполітанець / Un turco napoletano
- 1953: Perdonami!
- 1953: Невірні / Le infedeli
- 1952: Тото і жінки / Totò e le donne
- 1952: Тото в кольорі / Totò a colori
- 1952: Cani e gatti
- 1952: Cinque poveri in automobile
- 1952: Vendetta … sarda
- 1951: Тото та імператори Риму / Totò ei re di Roma
- 1951: Наполеон / Napoleone
- 1951: È l'amor che mi rovina
- 1951: Tizio, Caio, Sempronio
- 1951: Поліцейські та злодії / Guardie e ladri
- 1951: Amo un assassino
- 1951: O.K. Nerone
- 1951: Core 'ngrato
- 1951: Прокляті податки! / Accidenti alle tasse!
- 1951: Il tradimento
- 1950: È arrivato il cavaliere!
- 1950: Soho Conspiracy
- 1950: Розбійник Мусоліні / Il brigante Musolino … розповідь
- 1950: Her Favorite Husband
- 1950: Собаче життя / Vita da cani
- 1950: L'inafferrabile 12
- 1950: La fumeria d'oppio
- 1950: Удар і відповідь / Botta e risposta … розповідь
- 1949: Тото у пошуках будинку / Totò cerca casa
- 1949: Come scopersi l'America
- 1949: Marechiaro
- 1949: Il conte Ugolino
- 1949: До біса славу / Al diavolo la celebrità
- 1949: Вовк з гори Сіла / Il lupo della Sila
- 1949: Без розуму від опери / Follie per l'opera … розповідь
- 1949: Під небом Сицилії / In nome della legge
- 1948: Accidenti alla guerra!
- 1948: Страх і арена / Fifa e arena
- 1948: Таємничий лицар / Il cavaliere misterioso
- 1948: L'eroe della strada
- 1948: L'ebreo errante
- 1948: Знедолені / I miserabili (у співавторстві)
- 1947: Втрачена молодість / Gioventù perduta
- 1947: Il corriere del re
- 1947: Капітанська дочка / La figlia del capitano
- 1946: Геть багатство! / Abbasso la ricchezza!
- 1946: Чорний Орел / Aquila Nera (у співавторстві)
- 1946: L'angelo e il diavolo
- 1945: Геть бідність/ Abbasso la miseria!
- 1945: Il sole di Montecassino
- 1944: Діти дивляться на нас / I bambini ci guardano … в титрах не вказаний
- 1943: Cortocircuito
- 1942: La donna è mobile
- 1941: Brivido
- 1940: La granduchessa si diverte
- 1939: Il documento
- 1937: Pioggia d'estate
- 1935: I ragazzi della via Paal

### Режисер
- 2010: Нова армія Бранкалеоне / La nuova armata Brancaleone
- 2008: Vicino al Colosseo c'è Monti
- 2006: Троянди пустелі / Le rose del deserto
- 2003: Firenze, il nostro domani
- 2002: Lettere dalla Palestina
- 2001: Un altro mondo è possibile
- 1999: Un amico magico: il maestro Nino Rota
- 1999: Брудна білизна
- 1997: I corti italiani
- 1997: Topi di appartamento
- 1996: Esercizi di stile
- 1995: Влаштуємо рай
- 1995: The Royal Affair
- 1994: Дорогі друзі-приятелі
- 1992: Зміїні батьки
- 1991: Россіні
- 1990: Дивна хвороба
- 1989: 12 режисерів про 12 міст
- 1989: La moglie ingenua e il marito malato
- 1987: Шахраї як і ми
- 1985: Сподіваємося, що буде дівчинка
- 1985: Два життя Маттіа Паскаля
- 1984: Бертольдо, Бертольдіно
- 1983: Мої друзі
- 1981: Маркіз де Грілло
- 1980: Готельний номер
- 1980: Непостійна Розі
- 1979: Подорож з Анітою
- 1977: Нові чудовиська (I nuovi mostri)
- 1977: Дуже дрібний буржуа
- 1976: Дорогий Мікеле
- 1976: Пані та панове, на добраніч!
- 1975: Мої друзі / (Amici miei)
- 1974: Народний роман
- 1973: Хочемо полковників
- 1972: Леді Свобода
- 1970: Бранкалеоне у хрестових походах
- 1970: Пари
- 1969: Бабуся померла
- 1968: Дівчина з пістолетом / (La ragazza con la pistola)
- 1968: Італійське капричіо
- 1966: Феї
- 1966: Армія Бранкалеоне
- 1965: Казанова 70
- 1964: Вища невірність
- 1963: Товариші
- 1962: Боккаччо-70
- 1960: Сміх радості
- 1959: Lettere dei condannati a morte
- 1959: Велика війна
- 1958: Зловмисники, як завжди, залишилися невідомими
- 1957: Лікар і знахар
- 1957: Батьки і діти
- 1956: Донателла
- 1955: Тото і Кароліна
- 1955: Герой нашого часу / (Un eroe dei nostri tempi)
- 1954: Забороняється
- 1953: Невірні
- 1952: Тото і жінки
- 1951: Тото та імператори Риму
- 1951: Поліцейські та злодії (спільно зі Стено)
- 1950: È arrivato il cavaliere!
- 1950: Собаче життя
- 1949: Тото у пошуках будинку
- 1949: До біса славу
- 1937: Pioggia d'estate
- 1935: I ragazzi della via Paal

### Актор
- 2009: Franco Cristaldi e il suo cinema Paradiso
- 2007: Єдиний метр
- 2003: Під сонцем Тоскани
- 1996: Ураган
- 1979: Вулиця очікування